# Журешти (Тимиш)
Журешти (рум. Jurești) насеље је у Румунији у округу Тимиш у општини Барна. Oпштина се налази на надморској висини од 185 m.

## Прошлост
По "Румунској енциклопедији" место се помиње 1569. године. Године 1717. пописано је то насеље са 18 кућа.
Аустријски царски ревизор Ерлер је 1774. године констатовао да место припада Сарачком округу, Лугожког дистрикта. Становништво је било претежно влашко. Године 1797. у месту је православни парох поп Софроније Поповић (рукоп. 1795) који је говорио само румунским језиком.

## Становништво
Према подацима из 2002. године у насељу је живело 174 становника.

### Попис2002.
| Расподела становништва по националности 2002.‍ | Расподела становништва по националности 2002.‍ | Расподела становништва по националности 2002.‍ | Расподела становништва по националности 2002.‍ | Расподела становништва по националности 2002.‍ |
| --------------------------------------------- | --------------------------------------------- | --------------------------------------------- | --------------------------------------------- | --------------------------------------------- |
|                                               |                                               |                                               |                                               |                                               |
| Румуни                                        | Румуни                                        |                                               | 141                                           | 81,0%                                         |
| Украјинци                                     | Украјинци                                     |                                               | 33                                            | 19,0%                                         |